# Emmaboda Station
Emmaboda station er en jernbanestation i Sverige i Emmaboda kommun
Fra Emmaboda station kører der øresundstog, regionaltog og Krösatåg.
| Jernbane | Spire Denne jernbaneartikel er en spire som bør udbygges. Du er velkommen til at hjælpe Wikipedia ved at udvide den. |

56°37′47″N 15°32′05″Ø / 56.62985°N 15.53474°Ø